# Ricardo Villalobos
Ricardo Villalobos (Santiago del Cile, 6 agosto 1970) è un disc jockey cileno.
È molto conosciuto per il suo contributo artistico nei generi Minimal, microhouse e Techno. Oggi è una delle figure più importanti nel panorama della Minimal.
Per quattro anni (di cui tre consecutivi) è apparso nella classifica Top100Djs della rivista Dj Magazine, con il piazzamento più alto al n°36 nel 2008.

## Biografia
Villalobos nasce nella capitale cilena, Santiago, nel 1970. All'età di tre anni la sua famiglia si trasferisce in Germania, dopo che il Generale Augusto Pinochet prende il potere con un colpo di Stato a scapito del legittimo governo socialista di Salvador Allende nel 1973.
Quando Ricardo ha circa 10 anni inizia a suonare strumenti a percussione come conga e bongo. Nonostante il suo amore per la musica non riusciva a vedersi come un musicista. Iniziò a fare musica elettronica alla fine degli anni Ottanta.
Fin da giovanissimo è un grande fan dei Depeche Mode, che segue costantemente nei loro tour per tutta l'Europa.
Villalobos inizia la sua esperienza musicale, anche se solo come passatempo, durante gli anni dell'università. Il primo esordio, Placid Flavour, nel 1993 non ebbe successo. Registra il suo primo mix nel 1994 e diventa nel 1998 DJ di professione, riscuotendo un grande successo mondiale.
Collabora con la famosa etichetta Cocoon Recordings, fondata da Sven Väth.
Le altre etichette sono: Perlon, Cadenza, Playhouse Records, ECM Records, Assemble Music, Raum Musik Germany. Nel 2007 ha lanciato la sua etichetta Sei Es Drum con sue produzioni come Andruic, Primer Encuentro Latino Americano e Enfants.

## Discografia
- 1993 - Sinus Poetry EP
- 1995 - The Contempt
- 1996 - N-DRA
- 1998 - Heike
- 1998 - Salvador
- 1999 - 808 The Bassqueen
- 1999 - Frank Mueller Melodram
- 1999 - Pino Jet Explosion
- 2000 - Que Belle Epoque
- 2000 - Tomorrov Cocktail / Ananas
- 2001 - Bredow / Damm 3
- 2003 - 808 The Bass Queen / Filtadelic
- 2003 - What You Say Is More That I Can Say - Single
- 2003 - Alcachofa
- 2004 - Taka Taka
- 2004 - Something Bad / You Wanna Start?
- 2004 - Thé Au Harem D'Archimède
- 2005 - Achso
- 2005 - Chromosul
- 2005 - For Disco Only 2
- 2006 - Que Belle Epoque 2006
- 2006 - Salvador
- 2006 - Sieve / Jimis
- 2006 - What You Say Is More Than I Can Say
- 2006 - Fizheuer Zieheuer
- 2007 - "Blood on My Hands (Ricardo Villalobos Apocalypso Now Mix)"
- 2007 - Dexter
- 2007 - Torken Teile
- 2007 - The sinner in me - Depeche Mode - Ricardo Villalobos conclave remix
- 2007 - Unflug Mixes EP
- 2007 - "Sei es drum"
- 2007 - "Fabric 36
- 2008 - Mellow Dee - Single
- 2008 - "Enfants
- 2009 - Bank Brotherhood
- 2010 - ZERO SET II Reconstruct
- 2011 - Re: ECM
- 2012 - Dependent and Happy
- 2012 - Baby EP
- 2013 - Veric EP
- 2013 - Turbo Semantic EP